# Специјални резерват природе Селевењске пустаре
Специјални резерват природе „Селевењске пустаре” је смештен између места Бачки Виногради и Хоргош на крајњем северу Србије. Резерват чини 10 подручја очуваних природних вредности.

## Опште карактеристике
Упркос томе што ботаничари још крајем прошлог века користе назив „Селевењска пуста”, овај термин остаје непознат све до 1992. године, када се први пут званично помиње у акту о претходној заштити подручја. Дефинитивна заштита ступа на снагу крајем 1997. године доношењем Уредбе владе Републике Србије.
СРП „Селевењске пустаре” стављен је под заштиту као посебна природна вредност коју чини висока разноликост станишта равничарског типа предела са мозаично распоређеним животним заједницама степског, слатинског, пешчарског и мочварног карактера које су специфичне за ово подручје, као и изузетно високи степен флористичког диверзитета са значајним бројем најугроженијих врста изворне панонске флоре и фауне. Резерват „Селевењске пустаре” је II категорија заштите, од републичког је значаја, површине 677ха + 1.173ха заштитне зоне. Састоји се од 10 подручја, величине од 10ха до 100ха, од којих се само два просторно додирују. Остала су одвојена обрадивим површинама и саобраћајницама. У оквиру резервата се налази Селевењска шума, са површином око 90ха, док остале делове резервата чине слатине и влажне ливаде са фрагментима степске вегетације.
СРП „Селевењске пустаре” у ствари представља крајње источне огранке Суботичко-хоргошке пешчаре са надморским висинама од 85 до 93м. У питању је најконтиненталнији део Војводине.
Одлике вегетације Селевењске пустаре одраз су пре свега карактера типова педолошког супстрата. То је разлог што се на релативно ограниченом простору комплекси вегетације пешчарског и степског карактера смењују са фрагметима слатина, ливада, мочварних ливада и мочвара, као и оазама хидрофилних и термофилих шума и њихових деградационих стадијума. За њих је нераскидиво везана анимална компонента. Тако се као неминовност намеће заштита екосистема у целини, при чему је примарни задатак очување и одржавање еколошке равнотеже, у којој свака ценолошка компонента има подједнаку важност.

## Природа
Селевењске пустаре се пружају дуж границе Суботичко-хоргошке пешчаре и лесног платоа Бачке. Као гранична зона две географске области, припада подручјима повезаног биодиверзитета. За неке биљне врсте Резерват је једино налазиште у Србији, или је једно од постојећих малобројних налазишта (22 врсте су заштићене законом, а 14 се сматрају угроженим по међународним мерилима и заштићене су и у суседним земљама). Од животињских врста такође су присутне врсте од међународног значаја, међу њима су барска жаба, пешчарски гуштер, слепи мишеви и неке ретке птице гнездарица у Селевењској шуми.

## Културне вредности
Подручја Резервата чине фрагменти пустаре са обрађеним површинама воћњака и њива између два насеља. На подручју постоје и археолошка налазишта од којих је најпознатије средњовековно црквиште Темпломпарт, откривено приликом изградње аутопута.
Некада је традиционално било виноградарско подручје, а данас има много више воћњака. Углавом се гаје јабуке, крушке, брескве и кајсије, док је виноградарство у успону уз производњу старих сорти вина. Сточарство које је било некада традиционална делатност на пустари, данас није довољно заступљено.

## Туристичка понуда
Првомајски излети се традиционално одржавају у Селевењској шуми уз оганичен број излетничких места за камповање и излет, имајући у виду резерватски тип заштите и ограничено кретање. Отворена ватра може се ложити само у дворишту чарде.